# Momentum Group
Momentum Group är en nordisk koncern med leverantörer av industrikomponenter, industriservice och andra relaterade tjänster inom industrisektorn. Koncernen omsätter cirka 1,5 miljarder kronor och har cirka 500 anställda.
Momentum Group är en avknoppning från börsnoterade Alligo AB, som tidigare hette Momentum Group.